# Olympische Sommerspiele 1960/Fechten – Degen Mannschaft (Männer)
Der Mannschaftswettkampf im Degenfechten der Männer bei den Olympischen Spielen 1960 in Rom fand am 9. September im Palazzo dei Congressi statt.
Olympiasieger wurde Italien, vor Großbritannien und der Sowjetunion.

## Mannschaften
| Australien                                                                                   | Belgien                                                                                          | Deutschland                                                                                            | Finnland | Finnland |
| -------------------------------------------------------------------------------------------- | ------------------------------------------------------------------------------------------------ | --- | --- | --- |
| Ivan Lund Richard Stone John Humphreys John Simpson Keith Hackshall                          | Pierre Francisse René Van Den Driessche Jacques Debeur Roger Achten François Dehez               | Paul Gnaier Fritz Zimmermann Dieter Fänger Georg Neuber Helmut Anschütz Walter Köstner                 | Kaj Czarnecki Kurt Lindeman Rolf Wiik Kalevi Pakarinen                                                       | Kaj Czarnecki Kurt Lindeman Rolf Wiik Kalevi Pakarinen                                                       |
| Frankreich                                                                                   | Großbritannien                                                                                   | Italien                                                                                                | Irland | Irland |
| Armand Mouyal Yves Dreyfus Claude Brodin Christian d’Oriola Jacques Guittet Gérard Lefranc   | Allan Jay Michael Howard John Pelling Bill Hoskyns Raymond Harrison Michael Alexander            | Edoardo Mangiarotti Giuseppe Delfino Carlo Pavesi Alberto Pellegrino Fiorenzo Marini Gianluigi Saccaro | George Carpenter Christopher Bland Brian Hamilton Thomas Kearney                                             | George Carpenter Christopher Bland Brian Hamilton Thomas Kearney                                             |
| Japan                                                                                        | Libanon                                                                                          | Luxemburg                                                                                              | Marokko | Marokko |
| Heizaburō Ōkawa Tsugeo Ozawa Sonosuke Fujimaki Kazuhiko Tabuchi                              | Ibrahim Osman Mohamed Ramadan Michel Saykali Hassan El-Said                                      | Roger Theisen Édouard Schmit Robert Schiel Rodolphe Kugeler Edmond Gutenkauf                           | Abbes Harchi Abderrahman Sebti Charles Ben Itah Abderraouf El-Fassy Mohamed Ben Joullon                      | Abbes Harchi Abderrahman Sebti Charles Ben Itah Abderraouf El-Fassy Mohamed Ben Joullon                      |
| Mexiko                                                                                       | Polen                                                                                            | Portugal                                                                                               | Schweden | Schweden |
| Benito Ramos Angel Roldán Antonio Almada Sergio Escobedo José Pérez                          | Bohdan Gonsior Jerzy Strzałka Wiesław Glos Janusz Kurczab Andrzej Kryński                        | José Ferreira Manuel Borrego José Fernandes José de Albuquerque                                        | Hans Lagerwall Göran Abrahamsson Ulf Ling-Vannérus Berndt-Otto Rehbinder Carl-Wilhelm Engdahl Orvar Lindwall | Hans Lagerwall Göran Abrahamsson Ulf Ling-Vannérus Berndt-Otto Rehbinder Carl-Wilhelm Engdahl Orvar Lindwall |
| Schweiz                                                                                      | Sowjetunion                                                                                      | Vereinigte Staaten                                                                                     | Spanien | Ungarn |
| Hans Bässler Jules Amez-Droz Paul Meister Charles Ribordy Claudio Polledri Michel Steininger | Guram Kostawa Bruno Habārovs Arnold Tscharnuschewitsch Walentin Tschernikow Aljaksandr Paulouski | James Margolis Roland Wommack David Micahnik Henry Kolowrat Ralph Spinella                             | Pedro Cabrera Manuel Martínez Jesús Díez Joaquín Moya                                                        | József Marosi Tamás Gábor István Kausz József Sákovics Árpád Bárány                                          |

## Ergebnisse

### Vorrunde

#### Pool A
| Rang | Nation             | Siege | Niederlagen | Kämpfe gewonnen | Kämpfe verloren |
| ---- | ------------------ | ----- | ----------- | --------------- | --------------- |
| 1    | Italien            | 2     | 0           | 18              | 9               |
| 2    | Vereinigte Staaten | 1     | 1           | 12              | 15              |
| 3    | Portugal           | 0     | 2           | 13              | 19              |

| Begegnung          | Begegnung          | Ergebnis |
| ------------------ | ------------------ | -------- |
| Italien            | Vereinigte Staaten | 9:2      |
| Italien            | Portugal           | 9:7      |
| Vereinigte Staaten | Portugal           | 10:6     |

#### Pool B
| Rang | Nation | Siege | Niederlagen | Kämpfe gewonnen | Kämpfe verloren |
| ---- | ------ | ----- | ----------- | --------------- | --------------- |
| 1    | Ungarn | 2     | 0           | 23              | 6               |
| 2    | Japan  | 1     | 1           | 13              | 16              |
| 3    | Mexiko | 0     | 2           | 9               | 23              |

| Begegnung | Begegnung | Ergebnis |
| --------- | --------- | -------- |
| Ungarn    | Japan     | 9:4      |
| Ungarn    | Mexiko    | 14:2     |
| Japan     | Mexiko    | 9:7      |

#### Pool C
| Rang | Nation      | Siege | Niederlagen | Kämpfe gewonnen | Kämpfe verloren |
| ---- | ----------- | ----- | ----------- | --------------- | --------------- |
| 1    | Sowjetunion | 2     | 0           | 17              | 9               |
| 2    | Schweiz     | 1     | 1           | 9               | 17              |
| 3    | Libanon     | 0     | 2           | 16              | 16              |

| Begegnung   | Begegnung | Ergebnis      |
| ----------- | --------- | ------------- |
| Sowjetunion | Schweiz   | 9:1           |
| Sowjetunion | Libanon   | (65) 8:8 (59) |
| Schweiz     | Libanon   | (66) 8:8 (66) |

#### Pool D
| Rang | Nation     | Siege | Niederlagen | Kämpfe gewonnen | Kämpfe verloren |
| ---- | ---------- | ----- | ----------- | --------------- | --------------- |
| 1    | Frankreich | 2     | 0           | 23              | 8               |
| 2    | Finnland   | 1     | 1           | 19              | 12              |
| 3    | Irland     | 0     | 2           | 5               | 27              |

| Begegnung  | Begegnung | Ergebnis |
| ---------- | --------- | -------- |
| Frankreich | Finnland  | 9:2      |
| Frankreich | Irland    | 12:4     |
| Finnland   | Irland    | 12:4     |

#### Pool E
| Rang | Nation         | Siege | Niederlagen | Kämpfe gewonnen | Kämpfe verloren |
| ---- | -------------- | ----- | ----------- | --------------- | --------------- |
| 1    | Großbritannien | 2     | 0           | 23              | 8               |
| 2    | Luxemburg      | 1     | 1           | 19              | 12              |
| 3    | Marokko        | 0     | 2           | 5               | 27              |

| Begegnung      | Begegnung | Ergebnis |
| -------------- | --------- | -------- |
| Großbritannien | Luxemburg | 8:7      |
| Großbritannien | Marokko   | 15:1     |
| Luxemburg      | Marokko   | 12:4     |

#### Pool F
| Rang | Nation      | Siege | Niederlagen | Kämpfe gewonnen | Kämpfe verloren |
| ---- | ----------- | ----- | ----------- | --------------- | --------------- |
| 1    | Deutschland | 2     | 0           | 22              | 10              |
| 2    | Schweden    | 1     | 1           | 18              | 10              |
| 3    | Australien  | 0     | 2           | 8               | 24              |

| Begegnung   | Begegnung  | Ergebnis |
| ----------- | ---------- | -------- |
| Deutschland | Schweden   | 9:7      |
| Deutschland | Australien | 13:3     |
| Schweden    | Australien | 11:5     |

#### Pool G
| Rang | Nation  | Siege | Niederlagen | Kämpfe gewonnen | Kämpfe verloren |
| ---- | ------- | ----- | ----------- | --------------- | --------------- |
| 1    | Belgien | 1,5   | 0,5         | 17              | 15              |
| 2    | Polen   | 1,5   | 0,5         | 17              | 15              |
| 3    | Spanien | 0     | 2           | 14              | 18              |

| Begegnung | Begegnung | Ergebnis      |
| --------- | --------- | ------------- |
| Belgien   | Polen     | (61) 8:8 (61) |
| Polen     | Spanien   | 9:7           |
| Belgien   | Spanien   | 9:7           |

### Endrunde
|  | Achtelfinale | Achtelfinale   | Achtelfinale   |             |                    | Viertelfinale   | Viertelfinale   | Viertelfinale   |   |  | Halbfinale | Halbfinale | Halbfinale |  |  | Kampf um Gold | Kampf um Gold | Kampf um Gold |
|  |              |                |                |             |                    |                 |                 |                 |   |  |            |            |            |  |  |               |               |               |
|  | F2           | Schweden       | 9              |             |                    |                 |                 |                 |   |  |            |            |            |  |  |               |               |               |
|  | G1           | Belgien        | 4              |             |                    |                 |                 |                 |   |  |            |            |            |  |  |               |               |               |
|  | G1           | Belgien        | 4              | F2          | Schweden           | 4               |                 |                 |   |  |            |            |            |  |  |               |               |               |
|  |              |                |                | F2          | Schweden           | 4               |                 |                 |   |  |            |            |            |  |  |               |               |               |
|  |              |                | A1             | Italien     | 9                  |                 |                 |                 |   |  |            |            |            |  |  |               |               |               |
|  |              |                |                | Italien     | 9                  |                 |                 |                 |   |  |            |            |            |  |  |               |               |               |
|  |              |                |                |             |                    |                 |                 |                 |   |  |            |            |            |  |  |               |               |               |
|  |              |                |                |             |                    |                 |                 |                 |   |  |            |            |            |  |  |               |               |               |
|  | A1           | Italien        | 9              |             |                    |                 |                 |                 |   |  |            |            |            |  |  |               |               |               |
|  | A1           | Italien        | 9              |             |                    |                 |                 |                 |   |  |            |            |            |  |  |               |               |               |
|  |              | C1             | Sowjetunion    | 6           |                    |                 |                 |                 |   |  |            |            |            |  |  |               |               |               |
|  | D2           | C1             | Sowjetunion    | 6           | Finnland           | 5               |                 |                 |   |  |            |            |            |  |  |               |               |               |
|  | D2           |                |                |             | Finnland           | 5               |                 |                 |   |  |            |            |            |  |  |               |               |               |
|  | F1           | Deutschland    | 9              |             |                    |                 |                 |                 |   |  |            |            |            |  |  |               |               |               |
|  | F1           | Deutschland    | 9              | F1          | Deutschland        | 2               |                 |                 |   |  |            |            |            |  |  |               |               |               |
|  |              |                |                | F1          | Deutschland        | 2               |                 |                 |   |  |            |            |            |  |  |               |               |               |
|  |              |                | C1             | Sowjetunion | 9                  |                 |                 |                 |   |  |            |            |            |  |  |               |               |               |
|  | B2           | Japan          | C1             | Sowjetunion | 9                  | 0               |                 |                 |   |  |            |            |            |  |  |               |               |               |
|  | B2           | Japan          |                |             |                    |                 |                 |                 |   |  |            |            |            |  |  |               |               |               |
|  | C1           | Sowjetunion    | 9              |             |                    |                 |                 |                 |   |  |            |            |            |  |  |               |               |               |
|  | C1           | Sowjetunion    | 9              | A1          | Italien            | 9               |                 |                 |   |  |            |            |            |  |  |               |               |               |
|  |              |                |                |             |                    |                 |                 |                 |   |  |            |            |            |  |  |               |               |               |
|  |              | E1             | Großbritannien | 5           |                    |                 |                 |                 |   |  |            |            |            |  |  |               |               |               |
|  | E2           | E1             | Großbritannien | 5           | Polen              | 8 (62)          |                 |                 |   |  |            |            |            |  |  |               |               |               |
|  | E2           |                |                |             | Polen              | 8 (62)          |                 |                 |   |  |            |            |            |  |  |               |               |               |
|  | G2           | Luxemburg      | 8 (61)         |             |                    |                 |                 |                 |   |  |            |            |            |  |  |               |               |               |
|  | G2           | Luxemburg      | 8 (61)         | G2          | Luxemburg          | 2               |                 |                 |   |  |            |            |            |  |  |               |               |               |
|  |              |                |                | G2          | Luxemburg          | 2               |                 |                 |   |  |            |            |            |  |  |               |               |               |
|  |              |                | B1             | Ungarn      | 9                  |                 |                 |                 |   |  |            |            |            |  |  |               |               |               |
|  |              |                |                | Ungarn      | 9                  |                 |                 |                 |   |  |            |            |            |  |  |               |               |               |
|  |              |                |                |             |                    |                 |                 |                 |   |  |            |            |            |  |  |               |               |               |
|  |              |                |                |             |                    |                 |                 |                 |   |  |            |            |            |  |  |               |               |               |
|  | B1           | Ungarn         | 7              |             |                    |                 |                 |                 |   |  |            |            |            |  |  |               |               |               |
|  | B1           | Ungarn         | 7              |             |                    |                 |                 |                 |   |  |            |            |            |  |  |               |               |               |
|  |              | E1             | Großbritannien | 8           |                    |                 |                 |                 |   |  |            |            |            |  |  |               |               |               |
|  | A2           | E1             | Großbritannien | 8           | Vereinigte Staaten | 5               |                 |                 |   |  |            |            |            |  |  |               |               |               |
|  | A2           |                |                |             |                    |                 |                 |                 |   |  |            |            |            |  |  |               |               |               |
|  | E1           | Großbritannien | 9              |             |                    | Kampf um Bronze | Kampf um Bronze | Kampf um Bronze |   |  |            |            |            |  |  |               |               |               |
|  | E1           | Großbritannien | 9              | E1          | Großbritannien     | Kampf um Bronze | Kampf um Bronze | Kampf um Bronze | 9 |  |            |            |            |  |  |               |               |               |
|  |              |                |                | E1          | Großbritannien     | C1              | Sowjetunion     | 9               | 9 |  |            |            |            |  |  |               |               |               |
|  |              |                | C2             | Schweiz     | 5                  | C1              | Sowjetunion     | 9               |   |  |            |            |            |  |  |               |               |               |
|  | C2           | Schweiz        | C2             | Schweiz     | 5                  | 8 (64)          | B1              | Ungarn          | 5 |  |            |            |            |  |  |               |               |               |
|  | C2           | Schweiz        |                |             |                    |                 |                 | Ungarn          | 5 |  |            |            |            |  |  |               |               |               |
|  | D1           | Frankreich     | 8 (66)         |             |                    |                 |                 |                 |   |  |            |            |            |  |  |               |               |               |

### Endstand
| Rang | Nation             |
| ---- | ------------------ |
| 1    | Italien            |
| 2    | Großbritannien     |
| 3    | Sowjetunion        |
| 4    | Ungarn             |
| 5    | Deutschland        |
| 5    | Luxemburg          |
| 5    | Schweden           |
| 5    | Schweiz            |
| 9    | Belgien            |
| 9    | Finnland           |
| 9    | Frankreich         |
| 9    | Japan              |
| 9    | Polen              |
| 9    | Vereinigte Staaten |
| 15   | Australien         |
| 15   | Irland             |
| 15   | Libanon            |
| 15   | Mexiko             |
| 15   | Marokko            |
| 15   | Portugal           |
| 15   | Spanien            |